# 青島膠州灣國家級海洋公園

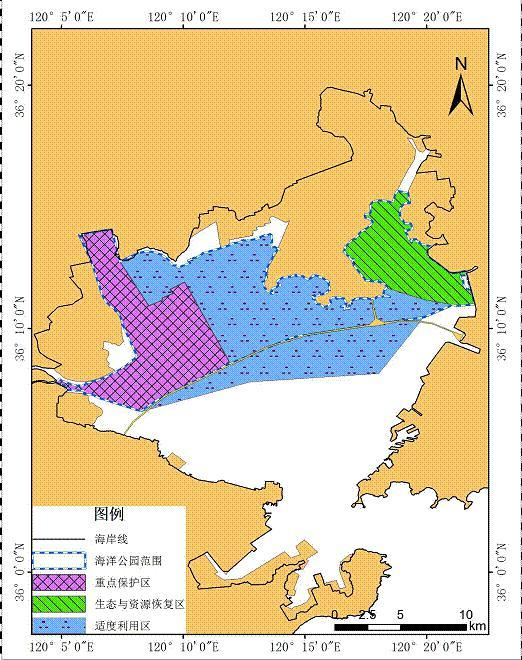
膠州灣國家級海洋公園範圍圖

青島膠州灣國家級海洋公園是中华人民共和国的国家级海洋特别保护区。位於青島市膠州灣中北部，总面积20011公顷。其中，海域面积19971.77公顷，陆域面积39.23公顷，其中海域面积约占胶州湾海域面积54%，是目前中國大陸最大的半封闭海湾国家级海洋公园。
海洋公园内包括浅海湿地、潮间带湿地、潮上带湿地、河口湿地以及人工湿地（养殖池、盐田）等多种湿地类型，是鸟类重要的繁殖地、越冬地与迁徙停歇地，湿地生态系统的服务功能和价值较高；海洋公园海域营养条件良好、基础饵料丰富，是多种经济鱼类、虾蟹类和头足类重要的产卵、索饵和育幼场所。
青岛胶州湾国家级海洋公园的主要保护对象是胶州湾保护控制线内的胶州湾北部湿地与大沽河口湿地的面积及环境质量。海洋公园范围覆盖胶州湾内港口航运区以北的大部分区域，陆上边界参照青岛市人大常委会批准的胶州湾保护控制线。